# Wilhelm Finke
Karl Heinrich Wilhelm Finke (* 20. Juni 1884 in Bremen; † 7. November 1950 in Bremen) war ein deutscher Pädagoge, Physiker und Astronom.

## Biografie

### Ausbildung und Beruf
Finke begann 1903 mit einer Banklehre, die er schon nach einem halben Jahr verließ, um in Heidelberg Mathematik und Naturwissenschaften zu studieren. 1906 setzte er sein Studium in Göttingen fort. 1909 promovierte er magna cum laude bei Woldemar Voigt. Ab 1910 bis zu seinem Eintritt in den Ruhestand 1948 lehrte und wirkte er als Studienrat am Neuen Gymnasium in Bremen, parallel dazu arbeitete er als Astronom, Wissenschaftler und Erfinder. Im Ersten Weltkrieg nahm er an den Feldzügen in Frankreich, Flandern und Russland teil.

### Leistungen
1920 gründete er, zusammen mit anderen an der Astronomie Interessierten, die Olbers-Gesellschaft. 1924 konnte der Verein die erste Sternwarte einweihen.
    
Er entwickelte einen technischen Entwurf zur Projektion des Sternenhimmels. Am 9. Oktober 1919 erhielt er das erste Patent auf eine Planetariums-Projektion. Die weitere Entwicklung zum ersten Planetarium im Deutschen Museum in München wurde dann durch die Firma Carl Zeiss vollzogen.
Patente für eine Astro-Projektionseinrichtung für Unterrichtszwecke, für eine Kristallisationsvorrichtung, einen Feldwinkelmesser und Meßtisch für den Unterrichtsgebrauch wurden ihm erteilt.   

## Werke
Dissertation: Magnetische Messungen an Platinmetallen und monoklinen Kristallen, 1909, Göttingen.

Weitere Werke in: J. Ch. Poggendorff, Biogr.-lit. Handwörterbuch zu den exakten Naturwissenschaften, Band 7a, 1958, S. 42.  